# Šebeň (přírodní památka)
Přírodní památka Šebeň je komplex jedlových bučin o výměře více než 133 hektarů, který se rozkládá mezi obcemi Dobrá Voda, Jívoví a Cyrilov. Chráněn je pro vysoký výskyt mravence lesního menšího (Formica polyctena), který patří mezi největší ve střední Evropě.
Jde zhruba o 1 100 hnízd lesních mravenců, největší známý komplex mravenišť těchto mravenců v České republice. Přírodní památkou byla vyhlášena 25. června 2002. Znovu byla památka vyhlášena Nařízením Kraje Vysočina č. 5 dne 10. října 2017. V roce 2006 Český svaz ochránců přírody otevřel v komplexu naučnou stezku dlouhou asi 3 kilometry, na jejíž trase je umístěno 12 informačních panelů.